# Huangpo Wenchong Shipbuilding
Die Huangpo Wenchong Shipbuilding Co. (HPWS) in Guangzhou ist eine der größten Werften der staatlichen chinesischen Firmengruppe China State Shipbuilding Corporation (CSSC). Sie ging Ende des Jahres 2013 aus der Fusion von Guangzhou Huangpu Shipyard und Guangzhou Wenchong Shipyard hervor und trägt seit 2016 den heutigen Firmennamen. Der Ursprung der Werft geht auf die 1851 von Engländern gegründete Gesellschaft Cooper Dock zurück.

## Kapazitäten
Der Standort Huangpu auf Guangzhou Island umfasst 0,7 Quadratkilometer mit einer großen Halle und einem Schwimmdock mit einer Tragfähigkeit von 12.000 Tonnen. Der Standort von Wenchong in Guangzhou-Stadt umfasst etwa die gleiche Fläche und bietet zwei Trockendocks für die Reparatur von Schiffen bis 200.000 bzw. 300.000 tdw sowie eine Helling. Ein weiterer Standort auf Longxue Island im Delta des Perlflusses mit knapp 1,2 Quadratkilometern bietet unter anderem ein Trockendock für Schiffe bis 100.000 tdw.

## Bauprogramm
Gebaut werden vor allem Feederschiffe in verschiedenen Größen bis 3500 TEU, ferner Massengutfrachter (in Longxue), Flüssiggastanker sowie Offshore-Versorger, Schwergutschiffe, Schwimmbagger und andere Spezialschiffe. 
Die 2006 gegründete Guangzhou Wenchong Dockyard auf Longxue Island ist ein Tochterunternehmen für Reparaturen auch sehr großer Schiffe bis 400.000 tdw.